# Feketekápolna
Feketekápolna település Erdélyben, Bihar megyében.

## Elhelyezkedése
Tenkétől délkeletre, Nagyváradtól 63 km-re délre, Belényestől 26 km-re nyugatra, Nagyszalontától 40 km-re keletre, a Fekete-Körös jobb partja mellett fekvő település.

## Története
Feketekápolna, Kápolna  a 16. században vált ki Gyantából.
Nevét 1552-ben Egyházas Gyanta, Kápolnás Gyanta, 1808-ban Kápolna, 1913-ban Feketekápolna néven írták.
Kápolna ősi püspöki birtok, melynek neve a középkorban Kápolna-Gyanta volt. Ősrégi templomának alapfalai még a 20. század elején is látszottak.
1851-ben Fényes Elek írta a településről:
... 683 óhitü lakossal, s anyatemplommal. Határa 700 hold szántó, 200 hold rét, 300 hold erdő, 20 hold legelő ... Birja a váradi deák püspök.
A lakosság fő jövedelemforrása az állattenyésztés, növénytermesztés, fafeldolgozás.

## Lakossága
1910-ben 867 lakosa volt, ebből 847 román, 17 magyar.
2002-ben 461 lakosából 455 román, 5 cigány, 1 egyéb nemzetiségű volt.

## Nevezetességek
- Az 1724-ben épített Szent Miklós-ról elnevezett fatemploma.
- Görög keleti temploma - 1858-ban épült.

## Külső hivatkozás

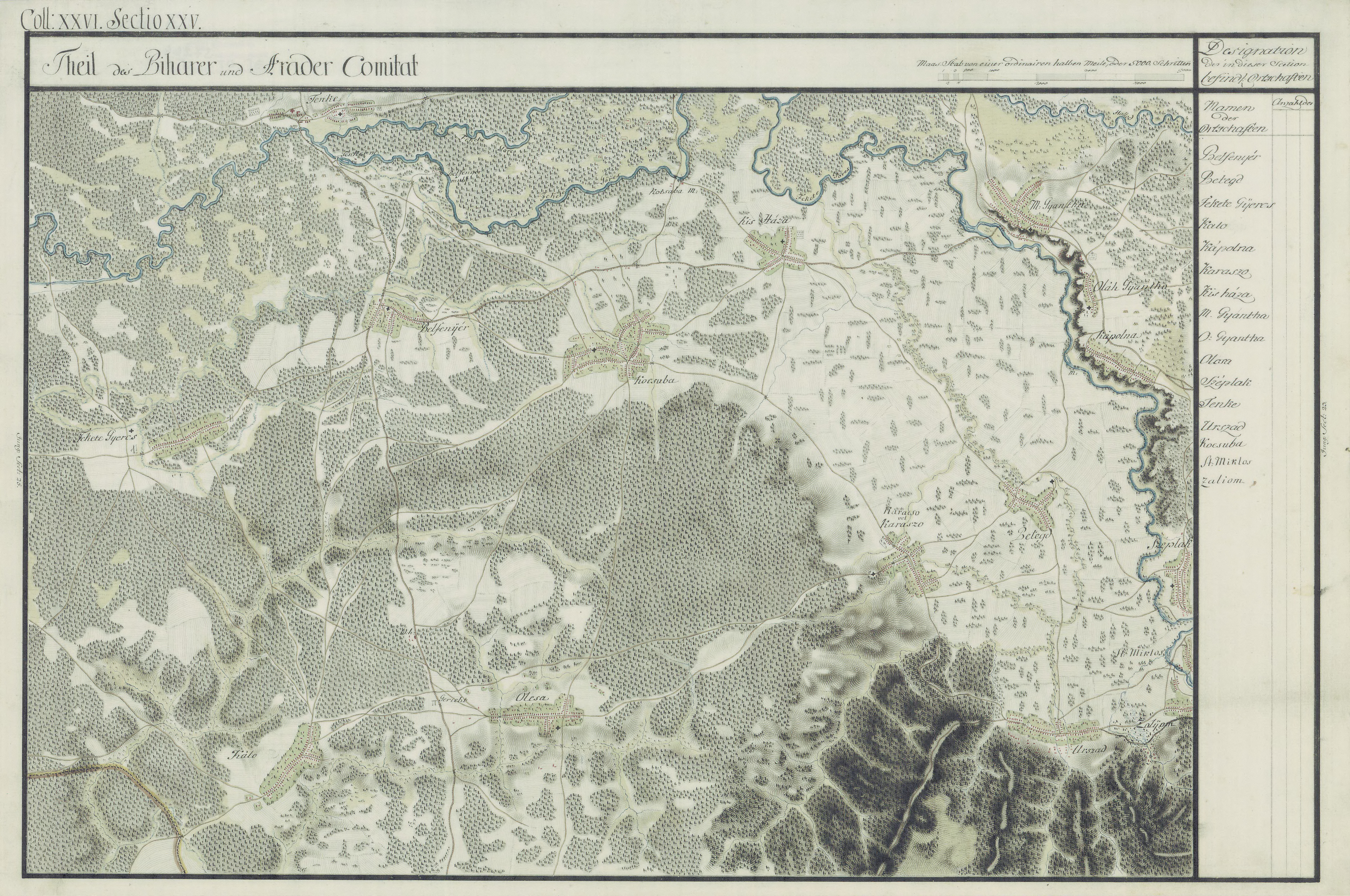
Feketekápolna, Kápolna egy régi, 1700-as évekből való térképen

- Ghidul Primariilor
- Varga E. Árpád: Erdély etnikai és felekezeti statisztikája, Népszámlálási adatok 1850–2002 között